# Deroplatys lobata
Deroplatys lobata (лат.) — вид богомолов рода Deroplatys из семейства Deroplatyidae. Известен из Юго-Восточной Азии (Таиланд, Ява, Борнео, Индонезия, Суматра и Малайский полуостров). Своим внешним видом имитируют мёртвые листья. Популярны в качестве экзотических домашних животных.

## Описание
Этот богомол имитирует мёртвые листья. Самки достигают длины 65—70 мм, а самцы — 45 мм. Нимфы первого возраста достигают 15 мм в длину, а нимфы второго возраста — около 21 мм в длину, когда их брюшко расширено. Их окраска варьируется от тёмно-серой до светло-пёстро-серой, у многих экземпляров на голове и груди присутствует легкий розоватый «румянец». Они также обладают широким протораксом, который выглядит разорванным и смятым, как лист. У самок щиток шире, чем у самцов, уже на стадии 4-го возраста. Самцы имеют стройное тело и ромбовидный щиток.

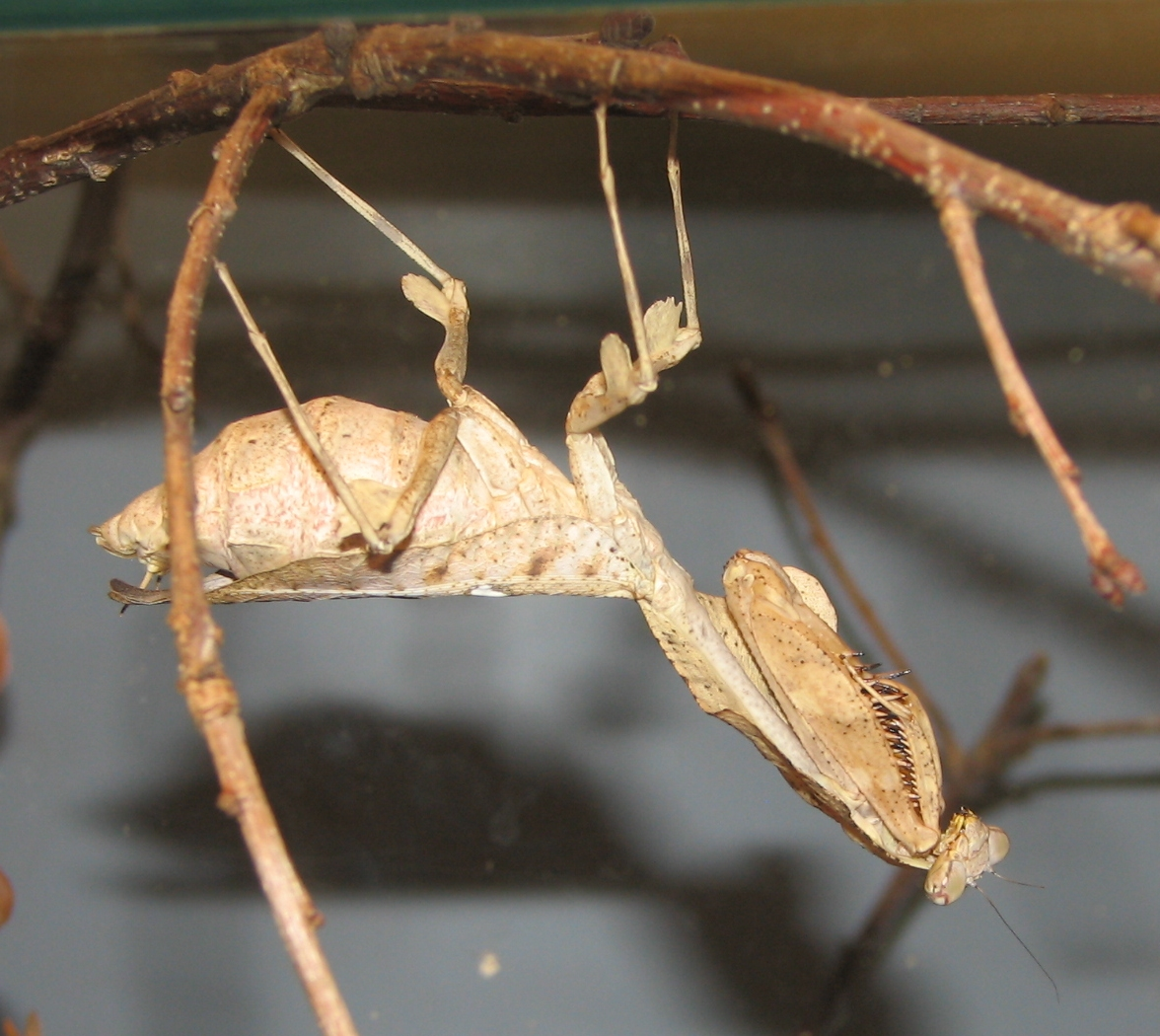
Самка Deroplatys lobata
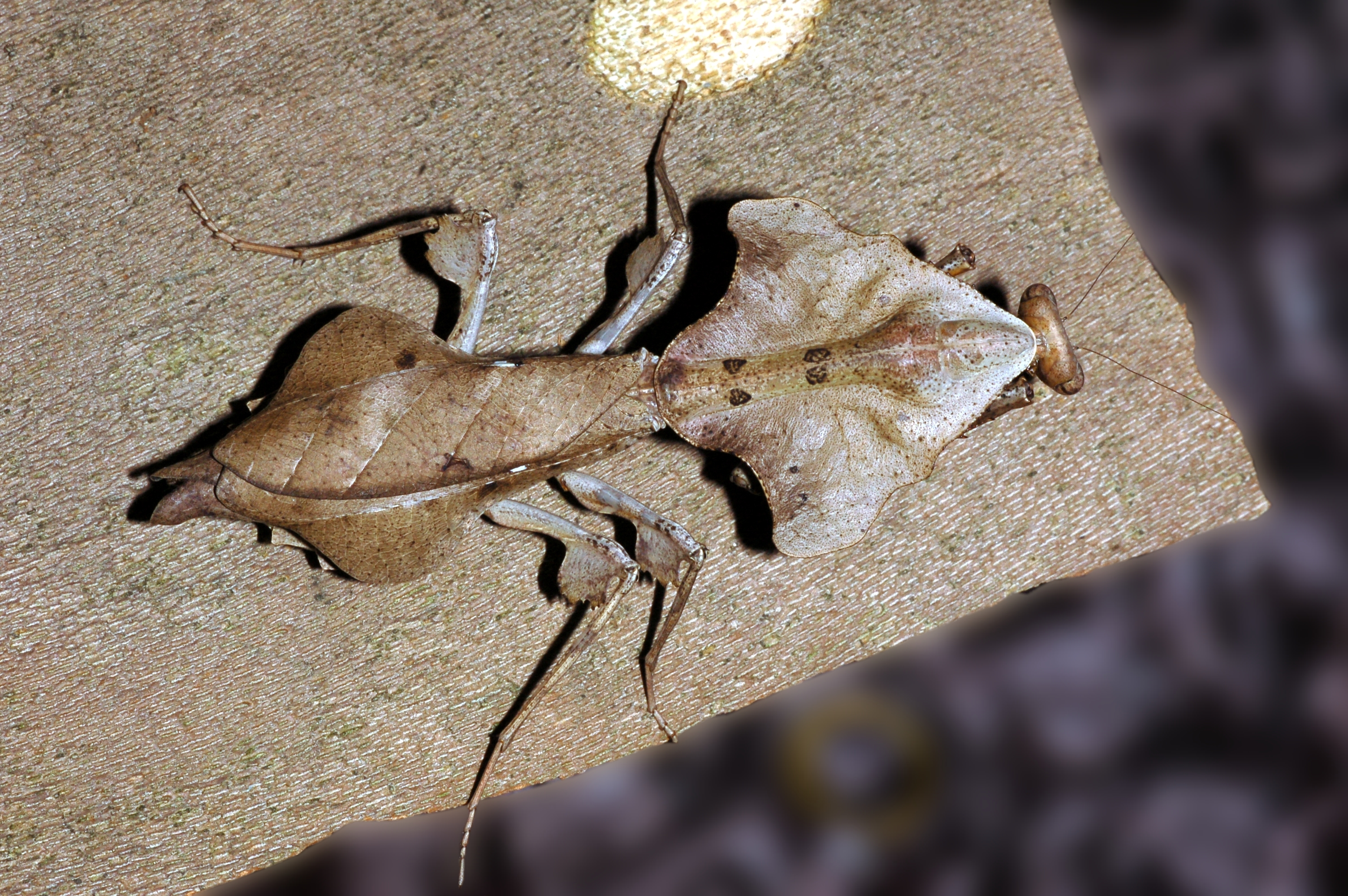
Самка Deroplatys lobata
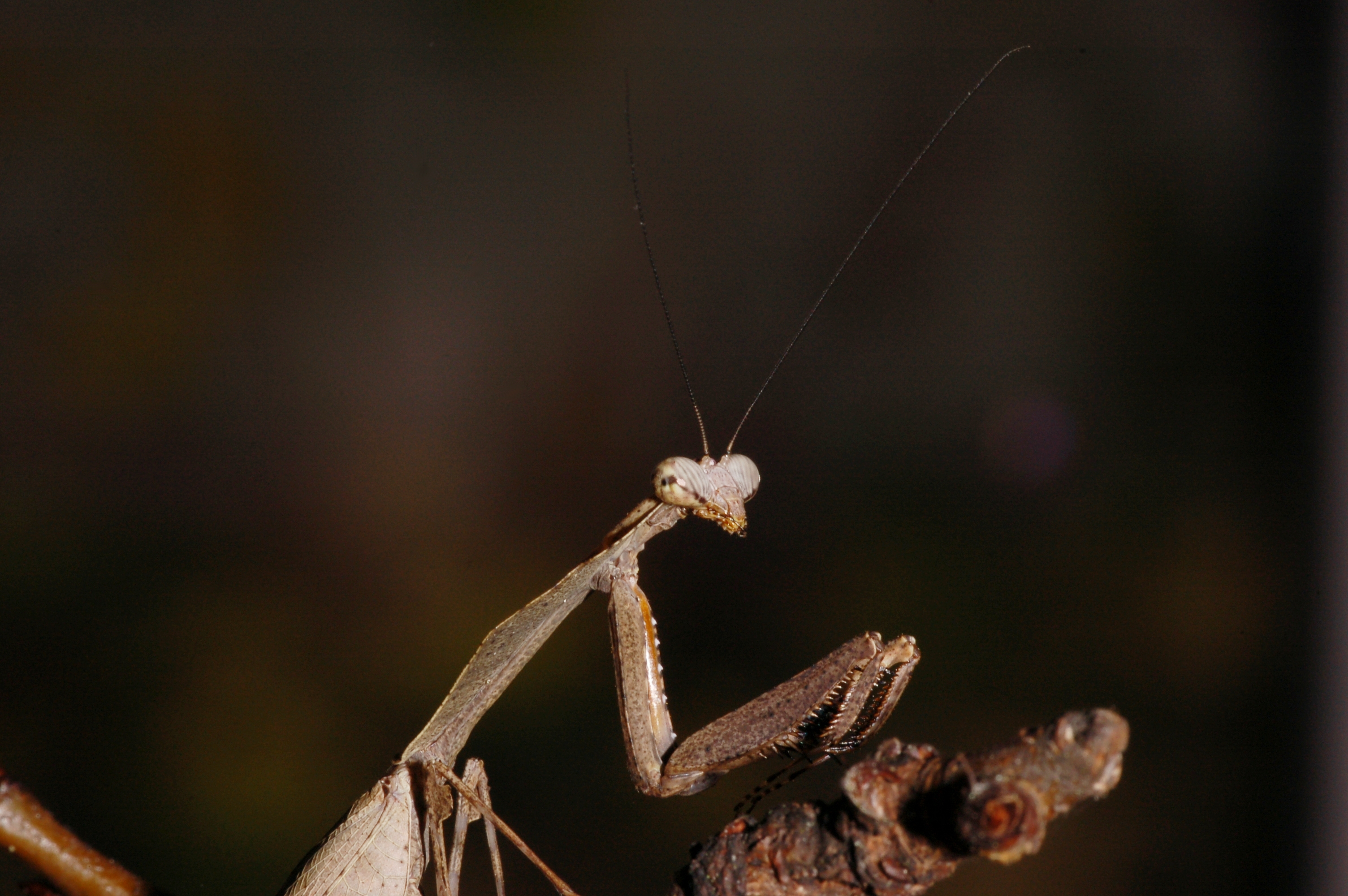
Самец Deroplatys lobata
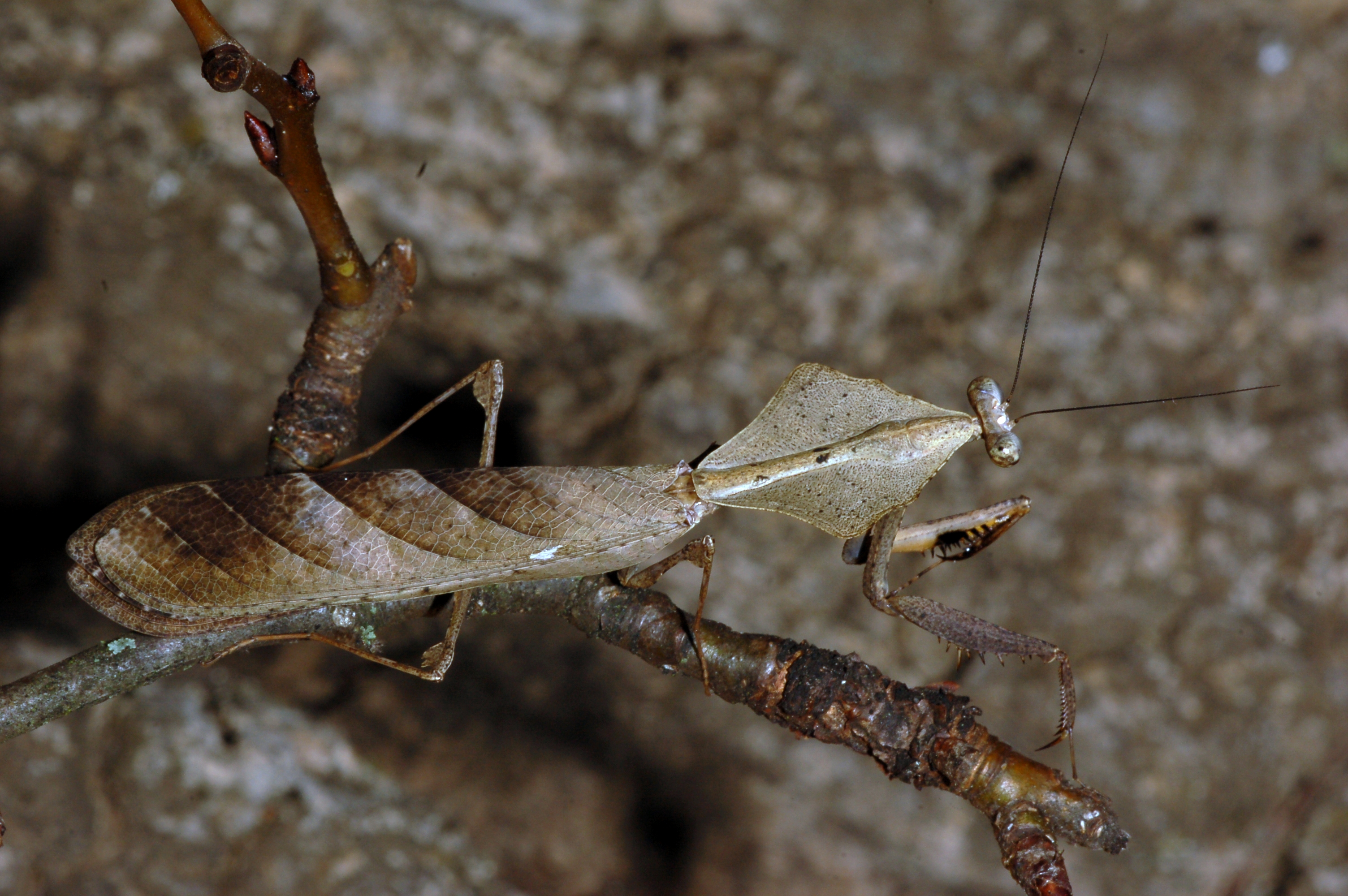
Самец Deroplatys lobata

### Половой диморфизм

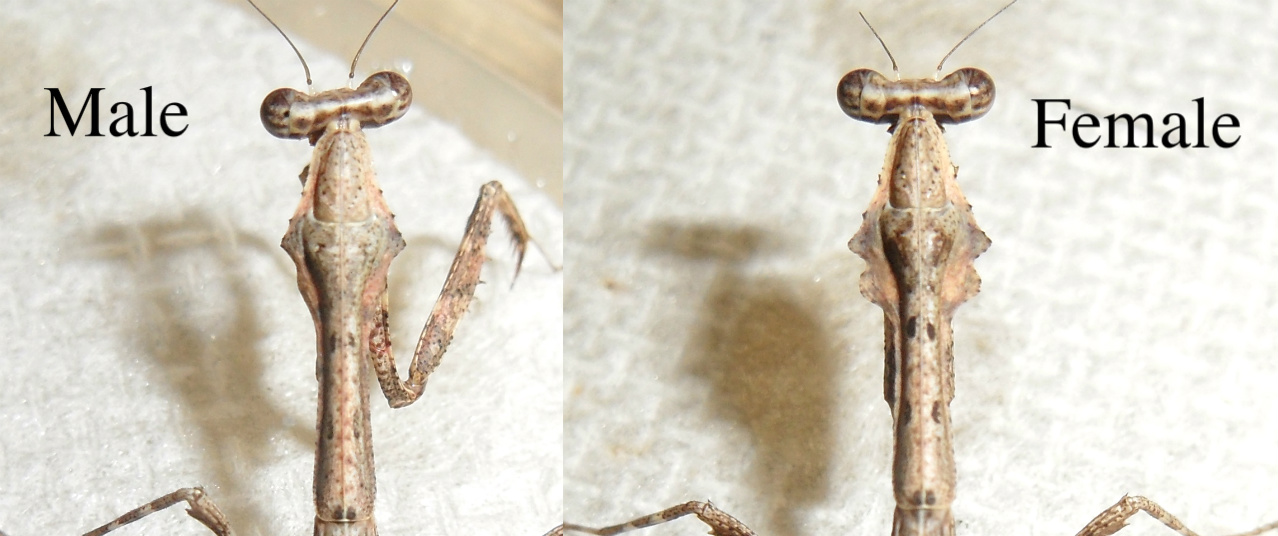
Самец и самка (нимфы 4-го возраста)
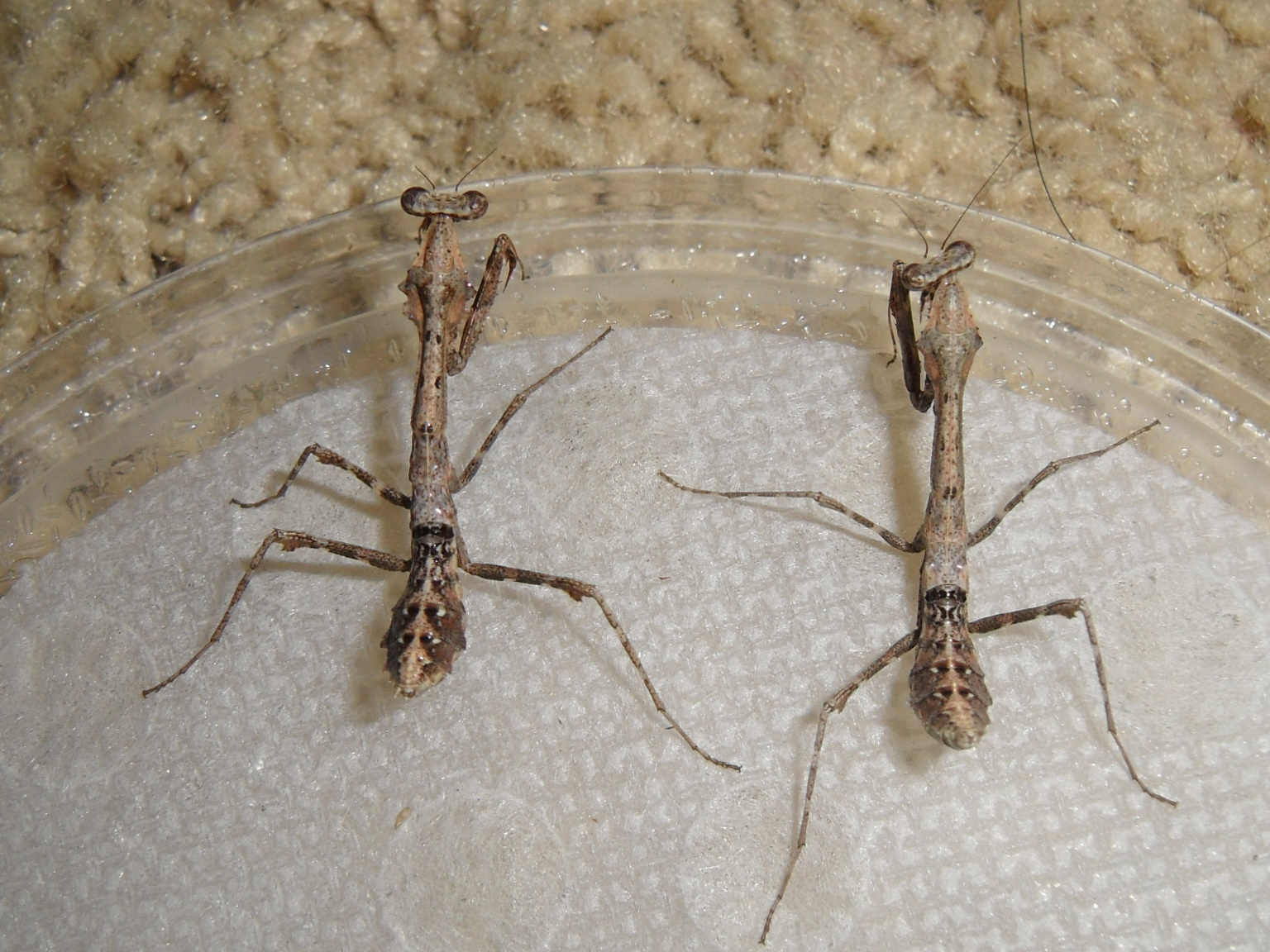
Самка и самец (нимфы 4-го возраста)